# Austrotyla borealis
Austrotyla borealis är en mångfotingart som beskrevs av Shear 1971. Austrotyla borealis ingår i släktet Austrotyla och familjen Conotylidae. Inga underarter finns listade i Catalogue of Life.